# Carl Tchilinghiryan
Carl Tchilinghiryan (również Carl Tchiling-Hiryan, arm. Կարլ Չիլինգիրյան; ur. 27 lutego 1910 w Hamburgu, zm. 8 maja 1987 tamże) – niemiecki kupiec i przedsiębiorca pochodzenia ormiańskiego, współzałożyciel przedsiębiorstwa Tchibo.

## Życiorys

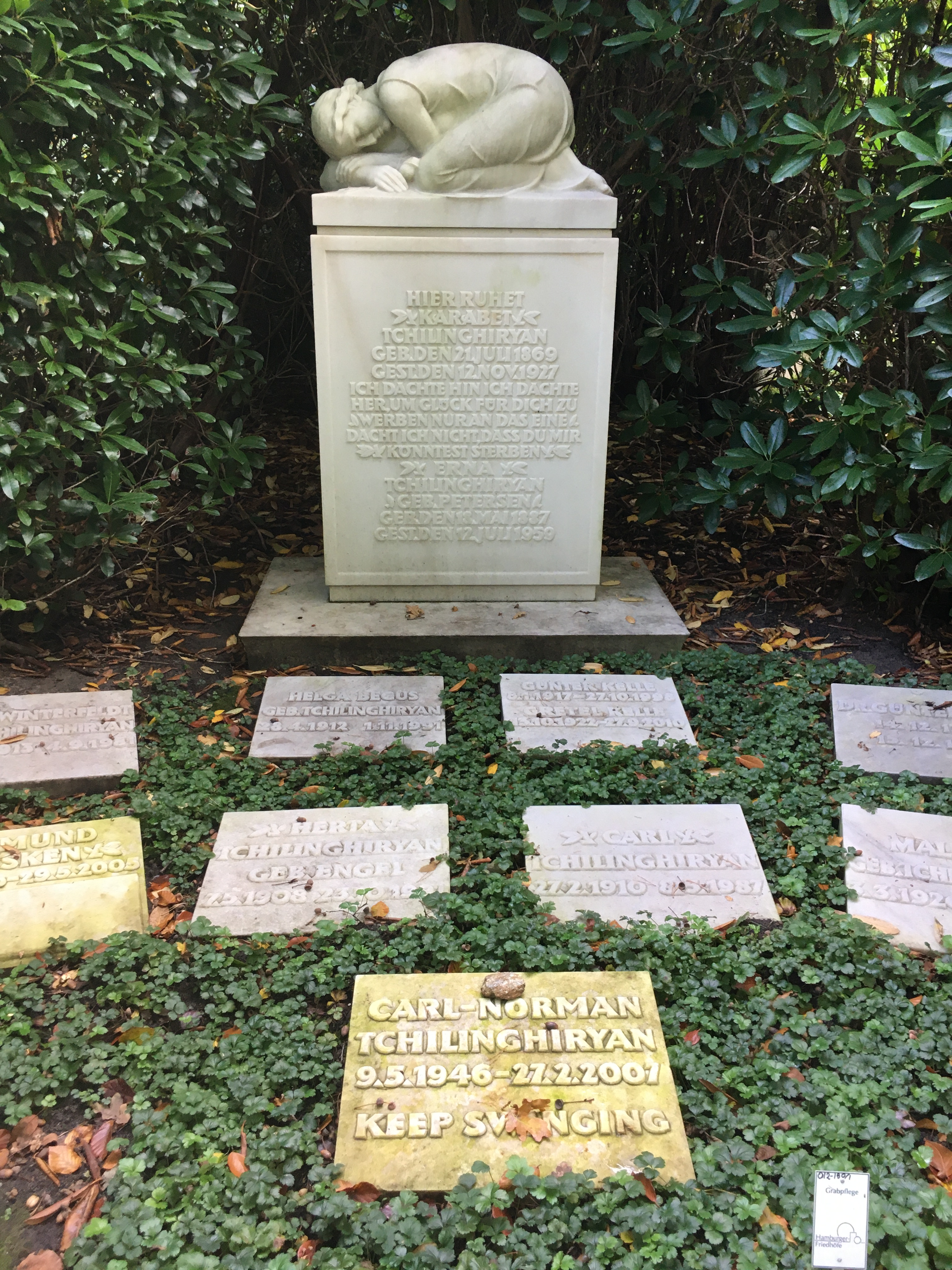
Grób rodzinny Carla Tchilinghiryana w Hamburgu

Jego ojciec, kupiec i palacz kawy Karabet Martin Tchilinghiryan (1869–1927), pochodził z Aydın, osiedlił się w Hamburgu w 1900 roku. Matka Carla, Erna Petersen (1887–1959), pochodziła z hamburskiej rodziny luterańskiej. Miał troje rodzeństwa Lotte, Wilhelma i Margarethe.
Przed założeniem przedsiębiorstwa, Tchilinghiryan zajmował się handlem daktylami, figami i orzechami. W 1949 roku wraz z Maxem Herzem założył firmę Frisch-Röst-Kaffee Carl Tchiling GmbH, obecnie znaną jako Tchibo Group. Byli właścicielami w równych częściach. Ich pomysł na biznes polegał na wysyłaniu kawy pocztą. W 1952 odsprzedał Herzowi swoje udziały w firmie za około 225 000 marek.
Aby ułatwić wymawianie jego ormiańskiego imienia, Tchilinghiryan zmienił pisownię swojego nazwiska na Tchiling-Hiryan.
Zmarł w 1987 roku, został pochowany na cmentarzu Ohlsdorf w Hamburgu w grobie rodzinnym.